# Биг-Делта
Биг-Делта (англ. Big Delta) — статистически обособленная местность, расположенная в зоне переписи населения Саутист-Фэрбанкс (штат Аляска, США). По данным переписи 2010 года численность населения составляла 591 человек. Находится в месте слияния рек Делта и Танана и получила свое название от огромной речной дельты, образованной слиянием рек.

## История
Около 10 тыс. лет назад индейцы племени атабасков населяли некоторые районы внутренней части Аляски. Они выживали, охотясь на обильную дичь и ловя рыбу в реках внутренних районов Аляски.
Начиная с 1899 года армия Соединенных Штатов построила вьючную тропу от Валдиза на южном побережье Аляски до Игла, к северо-востоку от большой дельты, на расстоянии около 660 км. Тропа пересекала реку Танана вблизи её слияния с рекой Дельта.
В 1902 году в Фэрбанксе было обнаружено золото, примерно в 150 км к северу от переправы через реку Танана. Вдоль дороги, соединявшей южное побережье Аляски с Фэрбенксом, строились придорожные дома. Одним из таких придорожных домов был Бейтс-Лэндинг, построенный в месте слияния рек Дельта и Танана, примерно в 12 км к северу от нынешнего Делта-Джанкшен, в районе, известном теперь как Биг-Делта. Правительство США взимало пошлину на южном берегу реки Танана со всех пассажиров, переправляющихся на север. В 1904 году начались работы на Ричардсоновском шоссе, которое в основном проходило по маршруту вьючной тропы.
В 1906 году Джон Гайдукович купил придорожный дом и расширил его. Помимо того, что он управлял там охотничьим домиком, он водил охотничьи отряды в близлежащие гранитные горы и торговал с атабасками. 18-летняя шведка по имени Рика Уоллен устроилась на работу в придорожный ресторан, принадлежавший Джону. Через несколько лет Джон передал ресторан и прилегающий участок земли Рике в счет причитавшегося ей жалованья. Придорожный дом Рики и прилегающая территория теперь являются историческим парком Биг-Дельты.
Строительство Аляскинского шоссе во время Второй мировой войны переместило большую часть экономической деятельности района на юг, в Дельта-Джанкшен.

## Демография
Биг-Делта впервые фигурирует в переписи населения США 1950 года. Затем снова появляется в 1980 году как статистически обособленная местность.
По данным переписи населения 2000 года в Биг-Делте проживало 749 человек, насчитывалось 165 домашних хозяйств и 117 семей. Плотность населения составляла 5,2 человек на квадратный километр. Было зарегистрировано 232 единицы жилья со средней плотностью 1,6 единицы на квадратный километр. Расовый состав: 95,46 % белых, 0,13 % черных или афроамериканцев, 1,47 % коренных американцев, 0,53 % азиатов и 2,40 % представителей двух или более рас. Испаноязычные составляли 2,54 % населения независимо от расы.
Из 165 домашних хозяйств 39,4 % имели детей в возрасте до 18 лет, 61,2 % составляли супружеские пары, 6,7 % составляли женщины-домохозяйки без мужа и 28,5 % не имели семей. 21,8 % всех домашних хозяйств состояли из отдельных лиц, а 7,3 % имели одиноких людей в возрасте 65 лет и старше. Средний размер домохозяйства — 3,18 человека, а семьи — 3,90 человека.
В Биг-Делте население по возрасту было распределено следующим образом: 36,3 % — до 18 лет, 10,1 % — от 18 до 24 лет, 23,5 % — от 25 до 44 лет, 24,0 % — от 45 до 64 лет и 6,0 % — в возрасте 65 лет и старше. Средний возраст — 29 лет. На каждые 100 женщин приходилось 92,5 мужчин. На каждые 100 женщин старше 18 лет приходилось 96,3 мужчин.
Средний доход домохозяйства составлял 49 тыс. долларов, а средний доход семьи — 53 тыс. долларов. Средний доход мужчин составлял 32,2 тыс. долларов против 37,7 тыс. долларов у женщин. Доход на душу населения составлял 14,8 тыс. долларов. Около 7,9 % семей и 30,0 % населения находились за чертой бедности, в том числе 18,9 % лиц в возрасте до 18 лет и 16,0 % лиц в возрасте 65 лет и старше.